# Лысенко, Иван Иванович

Бюст на хуторе Узяк.

Иван Иванович Лысенко (1921—1951) — участник Великой Отечественной войны, командир отделения 40-го отдельного моторизованного понтонно-мостового батальона 7-й гвардейской армии Степного фронта, ефрейтор. Герой Советского Союза (1943).

## Биография
Родился в 1921 году на хуторе Узяк ныне Азовского района Ростовской области в семье рыбака. Русский.
Образование начальное.
В Красной Армии с 1940 года. Участник Великой Отечественной войны с июня 1941 года. Член ВКП(б)/КПСС с 1943 года.
Командир отделения моторизованного понтонно-мостового батальона ефрейтор Иван Лысенко в ходе форсирования реки Днепр в районе села Бородаевка Верхнеднепровского района Днепропетровской области Украины, командуя расчётом парома, в ночь на 27 сентября 1943 года на вёслах совершил двенадцать рейсов и переправил на правый берег стрелковый батальон. Благодаря чему бородаевский плацдарм был захвачен.
После войны старший сержант Лысенко И. И. был демобилизован. Вернулся на родину. Окончил курсы мастеров рыбной ловли, работал в рыболовецком колхозе. Его направили на Камчатку. 30 мая 1951 года судно Ивана Лысенко попало в сильный шторм и затонуло. Так погиб Герой.

## Память
- На хуторе Узяк установлен бюст Героя.

## Награды
- Указом Президиума Верховного Совета СССР от 20 декабря 1943 года за образцовое выполнение боевых заданий командования на фронте борьбы с немецко-фашистскими захватчиками и проявленные при этом мужество и героизм ефрейтору Лысенко Ивану Ивановичу присвоено звание Героя Советского Союза с вручением ордена Ленина и медали «Золотая Звезда» (№ 1512).
- Награждён орденом Ленина, орденом Красной Звезды, знаком «Отличный сапёр», а также медалями, среди которых медаль «За боевые заслуги».